# Etienne Eto'o
Etienne Emmanuel Eto'o (Yaoundé, 17 maart 1989) is een voormalig voetballer uit Kameroen. Hij speelde als aanvaller en is de jongere broer van Samuel Eto'o en David Eto'o en de oom van Etienne Eto'o.
Eto'o staat onder contract bij de Italiaanse vierdeklasser US Castelnuovo Garfagnana. Voordien speelde hij in eigen land bij Kadji Sports Academy. Daarna ging hij in de jeugd van Real Mallorca terecht (omdat zijn broer Samuel daar voetbalde). In het seizoen 2006/07 speelde hij op huurbasis bij SD La Salle de Palma in de División de Honor. Eto'o behoorde tot de Afrikaanse selectie voor de Meridian Cup 2007, die in februari 2007 werd gehouden in Barcelona. In 2009 transfereerde hij naar de reservenploeg van Gimnàstic de Tarragona. Een jaar later vertrok hij naar US Castelnuovo Garfagnana.